# Блатен тъжник
Блатният тъжник, също брястолистно орехче, отвратниче (Filipendula ulmaria), е многогодишно растение, разпространено в Европа, Югозападна и Средна Азия.

## Описание
Коренището е хоризонтално разклонено. Стъблата са високи 1 – 2 метра, могат да са прости или разклонени, голи или влакнести. Листата – нечифтоперести, съцветията – многоцветни, гъсти, дълги от 5 до 25 сантиметра. Диаметърът на цветовете е 6 – 8 милиметра. Чашелистчетата са 5, дълги около 1 милиметър. Венчелистчетата са жълтеникавобели, 5 или 6, тичинките са два пъти по-дълги. Цъфти през юли – август.
В България се среща в Стара планина, Рила, Пирин, Родопите, Средна гора и Витоша. Вирее на надморска височина от 400 до 2300 метра.
Използва се заради своето диуретично и противоревматично действие. Помага при плеврит и подагра.